# Alois Kryf
Alois Kryf, plným jménem Alois Pius Kryf (1. května 1865 Plaňany – 1. března 1912 Plaňany), byl rakouský a český statkář a politik, na přelomu 19. a 20. století poslanec Českého zemského sněmu a Říšské rady.

## Biografie
Vystudoval českou reálnou školu a pak pozemní stavitelství na pražské technice. V letech 1887–1889 byl starostou rozpuštěného Akademického spolku. V roce 1890 působil jako vydavatel listu Časopis českého studentstva. Od roku 1891 převzal správu zemědělského statku v rodných Plaňanech. Patřil mezi zakladatele spolku po výstavbu pomníka Jana Husa v Praze. Byl též starostou místního Sokola v Plaňanech.
V 90. letech 19. století se zapojil i do zemské politiky. Ve volbách v roce 1895 byl zvolen v kurii venkovských obcí (volební obvod Kolín) do Českého zemského sněmu. Politicky patřil k mladočeské straně. Uspěl zde i ve volbách v roce 1901. Od roku 1901 již nebyl členem mladočeské strany.
Zasedal i v Říšské radě (celostátní zákonodárný sbor), kam byl zvolen ve volbách roku 1897. Zastupoval kurii venkovských obcí, obvod Kolín, Nechanice atd.